# Oľšavka (Prešov)
|  | No s'ha de confondre amb Oľšavka (Košice). |

Oľšavka és un poble i municipi d'Eslovàquia. Es troba a la regió de Prešov, al nord del país.

## Història
La primera referència escrita de la vila data del 1551.

## Demografia
| Godina             | 1994 | 2004   | 2014   | 2024    |
| ------------------ | ---- | ------ | ------ | ------- |
| Nombre de persones | 258  | 237    | 219    | 167     |
| Diferència         |      | −8,13% | −7,59% | −23,74% |

| Godina             | 2023 | 2024   |
| ------------------ | ---- | ------ |
| Nombre de persones | 176  | 167    |
| Diferència         |      | −5,11% |